# Philip R. Zimmermann
Philip R. „Phil” Zimmermann (Camden, New Jersey, 1954. február 12. –) programozó, a PGP (Pretty Good Privacy) megalkotója, ami a legelterjedtebb e-mail titkosító szoftver a világon. Munkája jelentős a VoIP titkosító algoritmusok kidolgozása területén is, lásd a ZRTP és Zfone projektjeit.
Zimmermann az elsők között volt, akik az aszimmetrikus vagy más néven publikus kulcsos titkosítási programot kidolgozták. PGP nevű szoftverének forráskódját a nagyközönség rendelkezésére bocsátotta, ami hamar elterjedt az egész világon, habár Zimmermann állítása szerint ő nem vett részt a terjesztésben. Miután licencelési vitába keveredett az RSA Data Security-vel az amerikai vámhivatal 1993-ban eljárást kezdeményezett Zimmermann ellen, mert szerintük megsértette a fegyverek exportját szabályozó törvényt (az USA törvényei értelmében a titkosítóprogramok egy kalap alá esnek a rakétákkal, kézifegyverekkel). Az eljárás vádemelés nélkül zárult le három év múlva, 1996 elején.
Ezután Zimmermann megalapította PGP nevű vállalatát, amit később a Network Associates vásárolt fel. 2002-ben a PGP a PGP Corporation tulajdonába került, ahol Zimmermann máig tanácsadóként dolgozik.